# Magistralinis kelias A19
A19 ist eine Fernstraße in Litauen. Sie bildet die südliche Durchfahrt durch die Hauptstadt Vilnius, verbindet die Magistralinis kelias A1 mit der Magistralinis kelias A3 und ist ein Teil der Europastraße 85. Ihre Länge beträgt rund 8 km. Für den Bau des 9,5 km langen Abschnitts (7,9 bis 17,4 km) der staatlichen Hauptstraße A19 (Südumgehung von Vilnius) werden fast 30 ha Land benötigt. Das Verkehrsministerium Litauens, die litauische Straßenverwaltung am Ministerium für Verkehr   und das Unternehmen Kelprojektas haben eine dreigliedrige Vereinbarung 2018 unterzeichnet, in deren Rahmen ein Projekt zur Rücknahme von privatem Land für die öffentliche Nutzung in der Gemeinde Vilnius vorbereitet wird. Die zweite Phase des Bypass-Baus wird spätestens 2025 abgeschlossen sein. Ende.